# Jan Bos
Jan Bos, född den 29 mars 1975 i Harderwijk, Nederländerna, är en nederländsk skridskoåkare och cyklist.
Han tog OS-silver på herrarnas 1 000 meter i samband med de olympiska skridskotävlingarna 1998 i Nagano.
Han tog därefter OS-silver igen i samma gren i samband med de olympiska skridskotävlingarna 2002 i Salt Lake City.